# Paix de Bicêtre
Chartres (1409) Bourges (1412)
La paix de Bicêtre fut signée le 2 novembre 1410 dans la demeure de Jean de Berry à Bicêtre, près de Paris.

## Clause
Cette paix ordonne que chaque prince retourne dans ses terres. Ils ne pourront revenir dans Paris qu'avec le consentement du roi Charles VI de France. Celui-ci nommera chaque membre du Conseil. En aucun cas ils ne devront être adhérents à un quelconque parti ni « pensionnaires » de qui que soit, mais seulement « assermentés au roi ». Jean de France, duc de Berry sera chargé du « gouvernement » du dauphin Louis de Guyenne. Les princes devront se plier au serment de cette paix.

## Sources
- Charles VI le roi fou de Françoise Autrand